# Финлей, Джордж
Джордж Финлей (англ. George Finlay; 12 декабря 1799, Шотландия — 26 января 1875, Греция) — английский историк, филэллин.

## Жизнь и творчество
В 1823 году уехал из Англии в Грецию, где близко сошёлся с Дж. Байроном. Участвовал в национально-освободительной войне греческого народа против турецкого ига. После создания независимого греческого государства в 1830 году, поселившись в Греции, занялся изучением истории греческого народа. Результатом многолетних изысканий явились его работы, освещавшие историю Греции в разные периоды её существования. Переработанные, они были объединены в одно обширное произведение: «История Греции от завоевания её римлянами по настоящее время (146 до н.э. — 1864)» (A history of Greece, from its conquest by the Romans to the present time, B.C. 146 to A.D. 1864, v.1-7, Oxford 1877).
Труд Финлея был значительным явлением в историографии Византии. Написанный с сочувственных к греческому народу позиций, содержащий богатый фактический материал (в частности — по социально-экономическим отношениям, культуре, быту Византии), он привлёк к себе внимание и усилил в европейских странах общий интерес к греческому народу и его истории.

## Сочинения
- «Греция под римским владычеством со времён завоевания римлянами до падения их на Востоке 146 г. до н. э. — 717 г. по р.х.», Москва, 1877.
- «История Византийской и Греческой империи с 716 по 1453», ч.1-2, Москва, 1878.